# Škopljak
Škopljak (en italien : Scopliaco) est une localité de Croatie située en Istrie, dans la municipalité de Gračišće, dans le comitat d'Istrie. En 2001, la localité comptait 71 habitants.

## Démographie
| 1948 | 1953 | 1961 | 1971 | 1981 | 1991 | 2001 |
| ---- | ---- | ---- | ---- | ---- | ---- | ---- |
| 205  | 187  | 149  | 122  | 86   | 71   | 71   |